# Страшила из страны Оз
«Страшила из страны Оз» (англ. Scarecrow of oz) — книга американского писателя Лаймена Баума, девятая в серии его книг о сказочной стране Оз. Опубликована 16 июля 1915 года. Эта книга была самым любимым произведением Баума в серии о стране Оз. Сюжет книги посвящён приключениям капитана Билла и девочки Трот в стране Оз, где они с помощью Страшилы свергают жестокого короля Джинксии Груба, который, используя магию колдуньи, заморозил сердце принцессы Глории. Капитан Билл и Трот ранее появились в двух других рассказах Баума, «Sea Fairies» (Морские Феи) и «Sky Island» (Небесный Остров). Повесть отчасти основана на немом фильме 1914 года «Его Величество Страшила из страны Оз».

## История создания
Книга посвящена «Гордому и Возвышенному Ордену совершенствователей» (англ. The Lofty and Exalted Order of Uplifters), элитной группе членов Спортивного клуба Лос-Анджелеса, объединявшего ряд предпринимателей и общественных деятелей Калифорнии. Баум после своего переезда в Лос-Анджелес в 1909 году состоял в этом клубе и входил в его руководство, а также писал сценарии, выступал и играл на барабане на мероприятиях клуба.
Группа членов клуба также выступила в качестве ключевых инвесторов при создании кинокомпании Oz Film Manufacturing Company, учреждённой для экранизации произведений Баума. Инвесторы вложили в компанию порядка $100 000, Баум был назначен президентом и получил пакет акций в компании в качестве оплаты за право экранизации своих произведений. Первым проектом компании был фильм «Лоскутушка из страны Оз», а вторым — «Его Величество Страшила из страны Оз» выпущенный в октябре 1914 года. Съёмки «Страшилы» обошлись в $ 23,5 тыс.
Баум рассчитывал, что фильм «Страшила» будет иметь успех и обеспечит известность книге «Страшила из страны Оз», запланированной к выходу в 1915 году, но фильм фактически провалился, не окупив даже расходы на съёмки. Первое издание книги «Страшила из страны Оз» было распродано тиражом 14300 копий, что было всего лишь на 300 экземпляров больше, чем у предыдущей книги о стране Оз — «Тик-Ток из страны Оз», хотя впоследствии «Страшила» стал одной из самых популярных книг серии Оз.
Как и в «Тик-Токе», в сюжете «Страшилы» присутствует романтическая линия — отношения между Принцессой Роз и Книггзом в первой, и принцессой Глорией и Поном — во второй, что было нехарактерно для более ранних книг серии о стране Оз. При написании текстов спектаклей и сценариев фильмов по своим книгам, Бауму приходилось искать компромисс между интересами детской и взрослой аудиторий, что неизбежно сказалось на качестве фильмов.
Стандартным сюжетным приёмом книг Баума было путешествие американского ребёнка (как правило, девочки) в страну Оз, но в «Страшиле» Баум им воспользовался в последний раз — в последующих книгах о стране Оз дети больше не появляются.
Персонаж книги Орк, озвученный Питером Макниколом, появляется в эпизоде американского сериала 1990-х годов The Oz Kids.
На русском языке книга издана в 1992 году в переводе С.Белова.